# Liên Trung
Liên Trung là một xã thuộc huyện Đan Phượng, thành phố Hà Nội, Việt Nam.
Xã Liên Trung có diện tích 3,25 km², dân số năm 2020 là 8050 người, mật độ dân số đạt 2477 người/km².

## Địa lý
Liên Trung là một xã nằm ở phía Đông Bắc huyện Đan Phượng giáp với sông Hồng. Xã có vị trí:
- Phía Bắc giáp với xã Đại Mạch, huyện Đông Anh
- Phía Đông giáp với phường Thượng Cát, quận Bắc Từ Liêm
- Phía Nam giáp với xã Tân Lập
- Phía Tây giáp với xã Tân Hội và xã Liên Hà.

## Hành chính
Xã Liên Trung gồm hai thôn là thôn Hạ và thôn Trung trải dài men theo bờ đê.

## Giao thông
- Tỉnh lộ 422 đi xã Tân Lập, quốc lộ 32.
- Đường đê hữu Hồng đi ngược lên cống Cẩm Đình, Sơn Tây. Đi xuôi xuống cống Chèm, cầu Thăng Long và trung tâm nội thành Hà Nội. Tuyến đường đê đi qua huyện Đan Phượng là tuyến đê kiểu mẫu của thành phố Hà Nội.
- Hệ thống xe buýt: tuyến 20C.
- Đường sông có sông Hồng.

## Di tích
Xã có 2 di tích cấp quốc gia là: di tích đình chùa thôn Trung, di tích đình chùa thôn Hạ đã được Bộ Văn hóa thông tin nay là Bộ Văn hóa Thể thao và Du lịch công nhận là di tích kiến trúc và nghệ thuật cấp quốc gia năm 1990.

## Kinh tế
Xã Liên Trung có nghề mộc và sơ chế gỗ. Trong xã ngoài cụm công nghiệp làng nghề tập trung Hồ Điền thì trong thôn xóm, khu dân cư cũng rất nhiều xưởng sơ chế gỗ, mộc. Đây cũng là nghề chính của địa phương, cũng nhờ nghề này mà Liên Trung là một trong những xã có nền kinh tế hộ gia đình mạnh nhất huyện. Nghề này cũng tạo ra việc làm cho một số ít lao động từ địa phương khác. Tuy nhiên bên cạnh mặt tích cực là phát triển kinh tế hộ gia đình thì hệ lụy không nhỏ đến từ nghề này đó là vấn đề ô nhiễm không khí, bụi, tiếng ồn...